# Alfredo Arango Narváez
Pour les articles homonymes, voir Arango.
Alfredo Arango Narváez (16 février 1945 – 20 décembre 2005) est un footballeur colombien qui participe aux Jeux olympiques de 1968.

## Carrière
Né à Santa Marta, Arango joue en tant que milieu de terrain, évoluant une grande partie de sa carrière avec l'Unión Magdalena. Il remporte la Categoría Primera A en 1968, et il est le meilleur buteur de l'histoire du club avec 104 buts. Il remporte aussi plusieurs championnats avec Millonarios (1972) et Atlético Junior (1977),.
Il joue avec la sélection colombienne aux Jeux olympiques de 1968 à Mexico. Il joue les trois matchs que dispute son équipe. La Colombie est éliminée au premier tour de la compétition.
En décembre 2005, Arango meurt dans sa ville de Santa Marta.